# 扁轴木属
扁轴木属（学名：Parkinsonia）是云实科下的一个属，为乔木或灌木植物。该属共有约4种，分布于南美、非洲和大洋洲。

## 物种
本属包括以下物种：
- 扁轴木 Parkinsonia aculeata

栽培种
- 扁轴木 Parkinsonia cv. Desert Museum